# Hypocacculus interpunctatus
Hypocacculus interpunctatus är en skalbaggsart som först beskrevs av Schmidt 1885.  Hypocacculus interpunctatus ingår i släktet Hypocacculus och familjen stumpbaggar.

## Underarter
Arten delas in i följande underarter:
- H. i. interpunctatus
- H. i. muelleri